# ایکول، بدفوردشر
ایکول (به انگلیسی: Ickwell) یک روستا در بریتانیا است که در مرکز بدفوردشر واقع شده‌است.